# حارة بحشان (صنعاء)
بحشان هي إحدى حارات حي القابل بمدينة الروضة شمال العاصمة اليمنية "صنعاء"، بلغ تعداد سكانها 271 نسمة حسب تعداد اليمن لعام 2004.